# Carlo Rodi
Carlo Rodi (Bosco Marengo, 23 marzo 1799 – Fresonara, 22 febbraio 1862) è stato un militare italiano.

## Biografia
Servì nell'esercito sabaudo dal 1820 al 1828.
Successivamente trovò impiego nelle Dogane fino al 1830.
Servì poi nella marina sabauda dal 1831 al 1840 quando, su sua domanda, fu congedato.
Ormai quarantenne decise di emigrare in Sudamerica.
Stette in Uruguay dal 1842 al 1848 e si arruolò nella Legione italiana comandata dal Generale Garibaldi raggiungendo il grado di capitano. Fu ferito alla testa nella battaglia di San Antonio. 
Ritornò in Italia con Garibaldi sul brigantino Speranza. Partecipò alla difesa della Repubblica Romana e alla sua caduta ritornò inSudamerica arruolandosi nell'esercito uruguayano.
Nel 1859 rassegnò le dimissioni, e tornò in Italia per partecipare alla spedizione dei Mille. Fece la campagna del 1860 nell'Intendenza Generale anche a causa della sua menomazione; infatti era monco di una mano persa in combattimento in Uruguay. Si occupò principalmente di addestramento.
Si ritirò infine a Fresonara (Alessandria), dove morì nel 1862.